# Confessions of a Call Girl
Pour les articles homonymes, voir Confession (homonymie).
Pour plus de détails, voir Fiche technique et Distribution.
Confessions of a Call Girl est un film américain réalisé par Lawrence Page en 2006.

## Fiche technique
- Titre : Confessions of a Call Girl
- Production : Lawrence Page
- Scénario : Lawrence Page
- Musique : Lawrence Page
- Format : Couleurs
- Durée : 96 minutes
- Date de sortie : 2006
- Pays :  États-Unis

## Distribution
- Angell Conwell : Cathy Johnson
- Lynn Whitfield : Madame Page
- Clifton Powell : Chauncey
- Chad Coleman
- Shawn Curran : Bernard
- Amir Darvish : Monsieur Andranliba
- Tamala Jones : Tory Adams
- Paula McLaughlin : Josefina
- Katrin Redfern : Madame Attorney
- Samantha Safdie : Alison
- Usman Sharif : Ramone
- Roger Guenveur Smith
- Glenn Wein : Harvey
- Bokeem Woodbine : Miles Adams